# Giuseppe Tonani
Giuseppe Tonani   (Lodi Vecchio, 2 d'octubre de 1890 - Milà, 1 d'octubre de 1971) fou un aixecador i especialista en el joc d'estirar la corda italià que va competir entre la Primera i la Segona Guerra Mundial i va disputar tres edicions dels Jocs Olímpics.
El 1920 va disputar la prova del joc d'estirar la corda als Jocs d'Anvers, on fou cinquè.
El 1924 va prendre part en els Jocs Olímpics de París, on disputà la prova del pes pesant, per a aixecadors amb un pes superior a 82,5 kg, del programa d'halterofília. En ella guanyà la medalla d'or, per davant l'austríac Franz Aigner. El 1928, als Jocs d'Amsterdam, fou setè en la prova del pes pesant del programa d'halterofília.
En el seu palmarès també destaquen 8 campionats nacionals, el darrer d'ells el 1938.